# Spur eines Mengensystems
Spur eines Mengensystems ist ein Begriff aus der Mathematik und wird insbesondere häufig in der Maßtheorie und der Stochastik verwendet. Er beschreibt die Reduktion von Mengensystemen auf eine kleinere Grundmenge und ist eng verwandt mit dem Begriff der Spurtopologie.

## Definition
Gegeben sei ein beliebiges Mengensystem {\displaystyle {\mathcal {M}}\subset {\mathcal {P}}(\Omega )} auf der Grundmenge {\displaystyle \Omega } und eine Menge {\displaystyle E\subset \Omega }. Dann heißt
{\displaystyle {\mathcal {M}}|_{E}:=\{M\cap E\,|\,M\in {\mathcal {M}}\}}
die Spur oder Einschränkung von {\displaystyle {\mathcal {M}}} auf {\displaystyle E}.

## Bemerkung
Im Allgemeinen ist die Spur eines Mengensystems nicht mehr vom selben Typ wie das ursprüngliche Mengensystem. Beispiel hierfür sind Dynkin-Systeme. Klassen von Mengensystemen, deren Spur wieder von derselben Klasse ist, sind Halbringe, Mengenringe, Mengenalgebren und σ-Ringe sowie σ-Algebren.

## Beispiel
Sei {\displaystyle \Omega =\{1,2,3\}}, eine dazugehörige σ-Algebra {\displaystyle {\mathcal {A}}=\{\emptyset ,\{1\},\{2,3\},\Omega \}} und {\displaystyle E=\{1,2\}}, so ist {\displaystyle {\mathcal {A}}|_{E}=\{\emptyset ,\{1\},\{2\},E\}} die Spur-σ-Algebra von {\displaystyle {\mathcal {A}}} über {\displaystyle E}.